# Neoaulaxinia clavata
Neoaulaxinia clavata är en svampdjursart som först beskrevs av Claude Lévi 1988.  Neoaulaxinia clavata ingår i släktet Neoaulaxinia och familjen Phymatellidae.
Artens utbredningsområde är havet kring Nya Kaledonien. Inga underarter finns listade i Catalogue of Life.